# حسين رمزي كاظم
الأستاذ الدكتور/حسين رمزي محمد كاظم (1936 - توفي 24 فبراير 2022)، هو محافظ الشرقية الأسبق والرئيس السابق للجهاز المركزي للتنظيم والإدارة.و عضو مجلس الأمناء. و رئيس اتحاد جمعيات التنمية.و رئيس تحرير سابق لمجلة التنمية الإدارية. يعتبر رمزا من رموز العطاء لمصر في المجالات الإدارية - السياسية - الثقافية - الاقتصادية - العسكرية - الرياضية.

## وفاته
توفي يوم الخميس 24 فبراير 2022 في القاهرة، وشيعت جنازته يوم الجمعة من مسجد آل رشدان بالقاهرة.